# Nastja Kolar
Nastja Kolar, slovenska tenisačica, * 15. julij 1994, Celje. 
Njena najvišja karierna uvrstitev na lestvici WTA med posameznicami je 232-to mesto (8. avgust, 2011), med dvojicami pa 731-to mesto (23. maj 2011). Na turnirjih serije ITF je v konkurenci posameznic osvojila 2 turnirja, med dvojicami pa prav tako 2 turnirja. Leta 2023 je prejela doživljenjsko prepoved tekmovanja zaradi prirejanja dvobojev in sodelovanja pri stavah.

## Teniška kariera

### 2009
Julija je nastopila na svojem prvem WTA turnirju  v karieri in sicer na Banka Koper Slovenia Open v Portorožu z nagradnim skladom $220.000 dolarjev. Tam je izgubila že v prvem krogu. Na istem turnirju je že prejšnje leto prvič v karieri zaigrala tudi v kavalifikacijah katerega od WTA turnirjev, kjer je tudi obtičala.

### 2010
Kolarjeva je osvojila svoj prvi ITF turnir z nagradnim skladom $10.000 v Čakovcu na Hrvaškem.

### 2011
Junija je v Mariboru na turnirju Infond Open 2011 z nagradnim skladom $25.000 osvojila še svoj drugi ITF turnir.
Julija se je uspela kvalificirati na turnir serije WTA v Bad Gasteinu v Avstriji. Tu je dosegla svoj največji uspeh v karieri, saj se ji je prvič uspelo prebiti v 2. krog katerega od WTA turnirjev. Uspeh pa je nadgradila z naslovom mladinske evropske prvakinje do 18 let v Klostersu v Švici.

### 2023
Mednarodna agencija za teniško integriteto (Itia) jo iz tekmovalnega profesionalnega tenisa dosmrtno izključi.

## Naslovi
| $25,000 ITF turnirji |
| $10,000 ITF turnirji |

| Št. | Datum          | Turnir  | Podlaga | Nasprotnica       | Izid     |
| 1.  | 16.avgust 2010 | Čakovec | pesek   | Paola Cigui       | 7–5, 6–4 |
| 2.  | 30.maj 2011    | Maribor | pesek   | Maša Zec Peškirič | 7-5, 6–4 |

## Pokal federacij
| Leto | Tekmovanje       | Krog | Datum         | Kraj     | Podlaga | Proti    | Partner (v Dv.) | Nasprotnik                   | Rezultat      | Izid  | Rezultat |
| 2012 | 2. svet. skupina | QF   | 4.-5. februar | Tokio    | trda    | Japonska |                 | Ayumi Morita                 | 6-2, 4-6, 3-6 | poraz | 0-5      |
| 2012 | 2. svet. skupina | QF   | 4.-5. februar | Tokio    | trda    | Japonska | Petra Rampre    | Rika Fujiwara / Ayumi Morita | 3-6, 7-5, 0-6 | poraz | 0-5      |
| 2012 | 2. svet. skupina | PO   | 21.–22. april | Besançon | trda    | Francija |                 | Pauline Parmentier           | 2-6, 3-6      | poraz | 0-5      |
| 2012 | 2. svet. skupina | PO   | 21.–22. april | Besançon | trda    | Francija |                 | Stéphanie Foretz Gacon       | 6-7(6) 6-7(1) | poraz | 0-5      |

## Posamični nastopi
| Grand Slam           |     |      |     |     |     |     |
| Odprto prvenstvo ZDA | A   | A    | A   | LQ  | A   | 0–0 |
| International series |     |      |     |     |     |     |
| Bad Gastein          | A   | A    | A   | 2R  | A   | 1–1 |
| Portorož             | LQ  | 1R   | LQ  | NH  | NH  | 0–1 |
| zmage-porazi         | 0–0 | 0–1  | 0–0 | 1-1 | 0–0 | 1–2 |
| Pokal federacij      |     |      |     |     |     |     |
| 2. svet. skup.       | A   | A    | A   | A   | PO  | 0–3 |
| Statistika           |     |      |     |     |     |     |
| Tour Level Win–Loss  | 0–0 | 0–1  | 0–0 | 1–1 | 0–3 | 1-5 |
| Končna lestvica      | 898 | 1099 | 634 | 257 |     | N/A |

* Statistika osvežena: 17. september, 2012.